# 秦赵平阳之战
秦赵平阳之战（有些文献也称为平阳武城之战）是战国时期秦国和赵国两诸侯国之间的一次战役，发生于公元前234年。是次战役之前的公元前236年，秦军趁赵国攻打燕国之际连续攻下赵国漳河流域九城，两年间，秦赵交战不断。前234年，桓齮的军队直取平阳。赵以扈辄为将救援平阳，与秦军大战。桓齮将十万赵军歼灭在平阳城外，击毙了赵军主将扈辄。第二年，桓齮再次出兵，连续占领宜安、平阳、武城三城，并再次破军杀将。两次大战令赵国损失了十余万兵马。桓齮创下的斩首赵军记录，在当时仅次于白起的长平四十五万。